# 1941 코파 델 헤네랄리시모 결승전
1941 코파 델 헤네랄리시모 결승전(스페인어: La Final de la Copa del Generalísimo de 1941)은 현재 코파 델 레이로 알려진 스페인 컵대회의 37번째 결승전이다. 이 경기는 1941년 6월 29일, 마드리드의 차마르틴에서 열렸고, 발렌시아가 에스파뇰을 3-1로 이기고 사상 첫 대회 우승을 거두었다.

## 상세 경기 정보
| 발렌시아                  | 3–1               | 에스파뇰            |
| ------------------------- | ----------------- | ------------------- |
| 문도 9′, 25′ · 아센시 64′ | 리포트 (스페인어) | 테루엘 74′ (페널티) |

| 발렌시아:     |    |                     |
|               |    |                     |
| GK            | 1  | 피오 바우           |
| DF            | 2  | 알바로              |
| DF            | 3  | 후안 라몬 (주장)    |
| MF            | 4  | 이노센시오 베르톨리 |
| MF            | 5  | 비센테 시에라       |
| MF            | 6  | 렐레                |
| FW            | 7  | 에피                |
| FW            | 8  | 아마데오            |
| FW            | 9  | 문도                |
| FW            | 10 | 비센테 아센시       |
| FW            | 11 | 기예르모 고로스티사 |
| 감독:         |    |                     |
| 라몬 엔시나스 |    |                     |

| 에스파뇰:           |    |                      |
|                     |    |                      |
| GK                  | 1  | 알베르토 마르토렐    |
| DF                  | 2  | 리카르도 테루엘      |
| DF                  | 3  | 베니토 페레스 (주장) |
| MF                  | 4  | 하이메 아라사        |
| MF                  | 5  | 이시드로 로비라      |
| MF                  | 6  | 펠릭스 이모스        |
| FW                  | 7  | 마칼라               |
| FW                  | 8  | 가브리엘 호르헤      |
| FW                  | 9  | 안토니오 차스        |
| FW                  | 10 | 에두아르도 올리바스  |
| FW                  | 11 | 프란시스코 마스      |
| 감독:               |    |                      |
| 파트리시오 카이세도 |    |                      |